# قطار مرموز
قطار مرموز (انگلیسی: Mystery Train) فیلمی در ژانر کمدی و درام به نویسندگی و کارگردانی جیم جارموش است که در سال ۱۹۸۹ منتشر شد. اتفاقات این فیلم در شهر ممفیس، تنسی رخ می‌دهد. این فیلم شامل داستان‌های سه‌لتی است که روایت آن توسط شخصیت‌های اصلی خارجی در طول یک شب آشکار می‌شود. قسمت اول «دور از یوکوهاما» یک زوج ژاپنی (با بازی ماساتوشی ناگاسه و یوکی کودو) را در حال یک سفر فرهنگی نشان می‌دهد. قسمت دوم «یک روح» به داستان یک بیوهٔ ایتالیایی (با بازی نیکولتا براسچی) که یک شب در شهر اقامت دارد می‌پردازد. و قسمت سوم «گم‌شده در فضا» داستان یک تازه‌مجرد انگلیسی (با بازی جو استرامر) و همراهانی که با اکراه کنار او هستند (با بازی ریک اویلس و استیو بوشمی) را دنبال می‌کند. این روایت‌ها توسط مسافرخانهٔ ارزان به هم متصل شده‌اند و یک منشی شبانه (با بازی اسکریمین جی هاوکینز) و پیش‌خدمت ناامید او (با بازی سینکوئه لی) ناظر بر این روایت‌ها هستند، که در حال گوش دادن به آهنگ «ماه آبی» از الویس پرسلی هستند و صدای شلیک یک گلوله را می‌شنوند.

## بازیگران
- ماساتوشی ناگاسه - جون (قسمت «دور از یوکوهاما»)
- یوکی کودو میتسوکو (قسمت «دور از یوکوهاما»)
- اسکریمین جی هاکینز متصدی شب‌کار (قسمت «دور از یوکوهاما»)
- روفوس توماس مرد در ایستگاه (قسمت «دور از یوکوهاما»)
- نیکولتا براسچی لوسیا (قسمت «یک روح»)
- تام نونان مرد در رستوران آرکید (قسمت «یک روح»)
- جو استرامر جانی یا الویس (قسمت «گم‌شده در فضا»)
- استیو بوشمی چارلی آرایش‌گر (قسمت «گم‌شده در فضا»)
- واندی کرتیس-هال اد (قسمت «گم‌شده در فضا»)
- تام ویتس دی جی رادیو (قسمت «گم‌شده در فضا») (صدا)